# Petite-Rivière-de-Nippes
Petite-Rivière-de-Nippes (Ti Rivyè de Nip en créole haïtien) est une commune d'Haïti située dans le département de Nippes et dans l'arrondissement de Miragoâne.

## Géographie
La commune est située sur la côte nord de la péninsule de Tiburon à une soixantaine de kilomètres de la ville de Miragoâne.

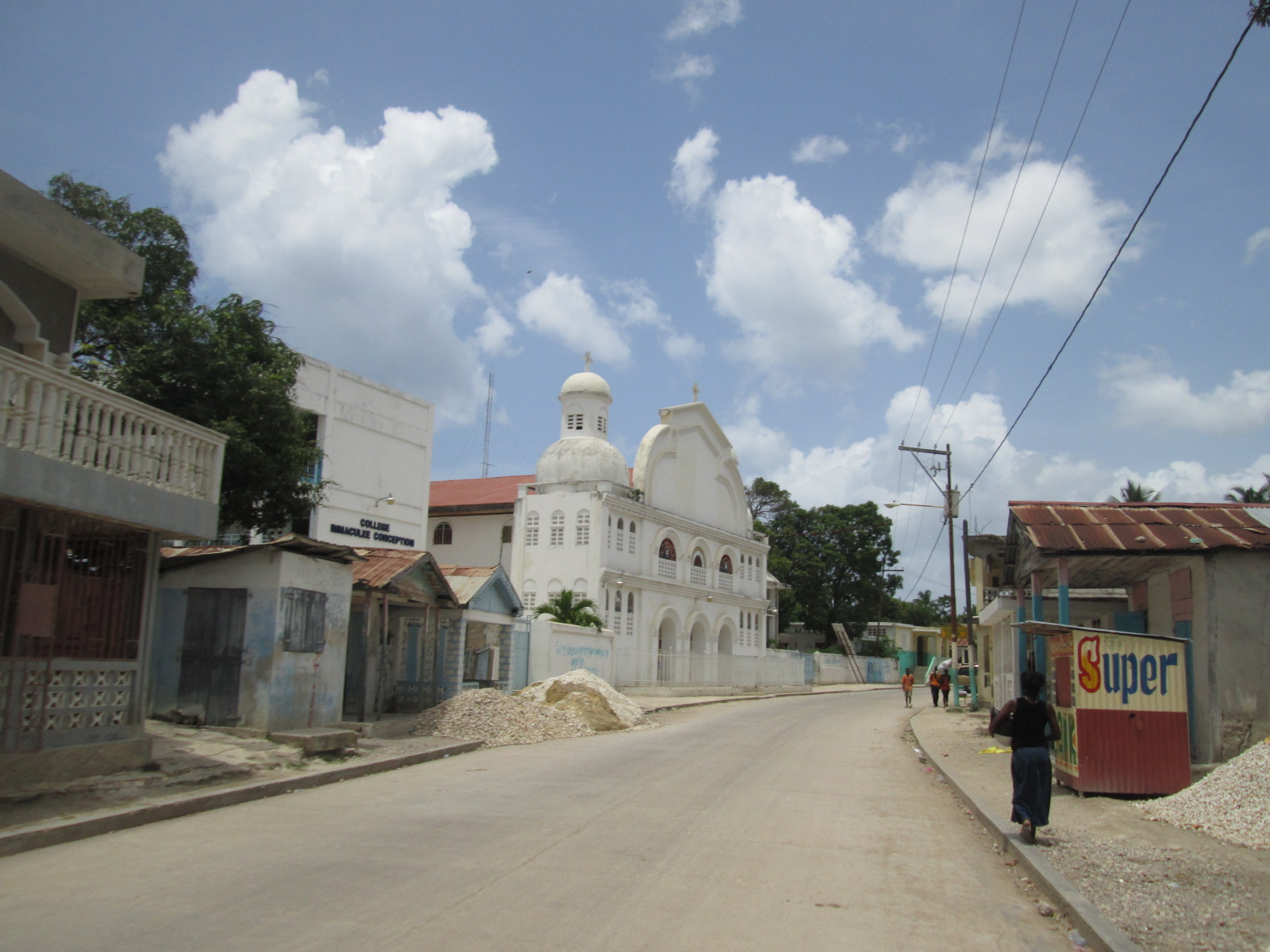
Vue de la commune

## Démographie
La commune est peuplée de 25 966 habitants(recensement par estimation de 2009).

## Administration
La commune est composée des sections communales de :
- Fond des Lianes
- Cholette
- Silègue (dont le quartier « Charlier »)
- Bezin

## Économie
L'économie locale repose sur la culture du café, du riz, de la banane, du citron vert, de la canne à sucre et du coton.
On extrait également de la bauxite sur le territoire communal.